# Hematoxyline-eosinekleuring

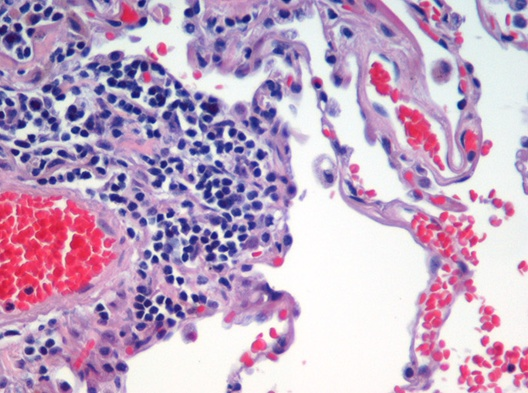
Histologisch preparaat van menselijke longweefsel gekleurd met haematoxyline en eosine.

De hematoxyline-eosinekleuring of H&E is een in de histologie toegepaste, populaire kleuringstechniek. Het is de meest gebruikte kleuringsmethode in de medische diagnostiek. Wanneer bijvoorbeeld een patholoog naar een biopt van een mogelijke kanker kijkt, wordt het histologische, microscopisch preparaat gekleurd met H&E.
De kleuring gebeurt met de basische kleurstof hematoxyline, dat de basofiele structuren blauwpaars kleurt en het in ethanol opgeloste, zure eosine Y, dat de eosinofiele structuren helder roze kleurt.
De basofiele structuren zijn gewoonlijk degenen die nucleïnezuur bevatten, zoals de ribosomen, de chromatinerijke celkern en de RNA-rijke cytoplasmatische gebieden.
De eosinofiele structuren zijn gewoonlijk samengesteld met intracellulaire of extracellulaire proteïne. De Lewy-lichaampjes en mallory-lichaampjes zijn voorbeelden van eosinofiele structuren. Het grootste deel van het cytoplasma is eosinofiel. Rode bloedcellen worden intensief rood gekleurd.
Andere kleuren bijvoorbeeld geel en bruin kunnen ook voorkomen als het preparaat eigen pigmenten zoals melanine bevat.
Sommige structuren kleuren niet goed en moeten dan met een andere methode gekleurd worden.